# Сладката Анна
„Сладката Анна“ (на унгарски: Édes Anna) е унгарски драматичен филм от 1958 година.

## Сюжет
Действието се развива в Будапеща през 1919 година. Младата и красива Анна Едеш (Мари Тьорьочик) е прислужница в дома на министър Корнел Визи (Кароли Ковач). Тя е съблазнена от племенника на семейството, Янчи (Жигмунд Фюльоп), и забременява. Госпожа Визи (Мария Мезеи) принуждава Анна да направи аборт и това подтиква младата жена да извърши престъпление.

## В ролите
- Мари Тьорьочик като Анна Едеш
- Мария Мезеи като госпожа Визи
- Кароли Ковач като Корнел Визи
- Жигмунд Фюльоп като Янчи
- Бела Барси като Фишор
- Анна Баро като госпожа Татар
- Кати Бьорьонди като Катица
- Золтан Грегус като Габор Татар
- Хилда Гоби като Етел
- Янош Хоркай като Друма
- Золтан Маклари като доктор Мовистцер
- Гелерт Раксани като Батори
- Ерши Симор като госпожа Мовистцер
- Ева Вандаи като госпожа Друма

## Номинации
- Номинация за Златна палма за най-добър филм от Международния кинофестивал в Кан, Франция през 1959 година.[2]